# Labiod Medjadja
Labiod Medjadja (em árabe: االبيض مجاجة) é uma cidade e comuna localizada na província de Chlef, Argélia. Segundo o censo de 2008, a população total da cidade era de 14 733 habitantes.